# Nora Platiel
Nora Platiel geborene Eleonore Block, auch Nora Block und Nora Platiel-Block, Pseudonym Nora Kolb (* 14. Januar 1896 in Bochum; † 6. September 1979 in Kassel) war Juristin, Politikerin (SPD) und Widerstandskämpferin gegen den Nationalsozialismus. Sie war als erste Frau in Hessen Landgerichtsdirektorin und von 1967 bis 1971 Richterin am Staatsgerichtshof des Landes Hessen in Wiesbaden.

## Leben

### Jugend in Bochum
Eleonore Block wurde als achtes von zehn Kindern des jüdischen Ehepaars Bendix und Therese Block (geb. Mayer) geboren. Die Eltern waren Besitzer eines Bekleidungsgeschäftes für Herren und Knaben in Bochum. Block besuchte zunächst eine jüdische Volksschule und von 1906 bis 1912 eine evangelische Schule für höhere Töchter. 1911 gab der Vater das Bekleidungsgeschäft auf und gründete die erste Bochumer Werbeagentur, die Reklame-Verwertung Bendix Block GmbH. Nora war erst 16 Jahre alt, als ihr Vater 1912 starb. Sie musste danach ihre Schulausbildung zeitweise unterbrechen, um der Mutter im Betrieb zu helfen. Drei ihrer Brüder zogen als Freiwillige 1914 in den Ersten Weltkrieg. 1917 musste der elterliche Betrieb schließen. Nora meldete sich zum Kriegshilfsdienst als Sekretärin und wurde in Rumänien eingesetzt.

### Juristischer Werdegang in der Weimarer Republik
Nach dem Ende des Ersten Weltkrieges zog Nora Block nach Berlin. Von 1918 bis 1919 arbeitete sie als Sekretärin für Helene Stöcker und Elisabeth Rotten, beim Deutschen Bund für Mutterschutz und Sexualreform und in der Pädagogischen Abteilung der Deutschen Liga für Völkerbund. Von 1920 bis 1921 arbeitete Block an der Katalogisierung einer Kunstsammlung in Dänemark mit. Helene Stöcker ermutigte Block, das Abitur nachzuholen. Block konnte sich darauf mit Hilfe eines Stipendiums vorbereiten und 1922 das Abitur in Berlin ablegen. 1922 trat Nora Block der SPD bei und schloss sich einige Jahre später dem Internationalen Sozialistischen Kampfbund (ISK) – Gruppe Bochum an. Sie schrieb sich 1922 für Volkswirtschaftslehre und Sozialwissenschaften in Frankfurt am Main ein, wechselte aber 1924 nach Göttingen, um Rechtswissenschaften und Rechtsphilosophie zu studieren. Sie schloss das Studium 1927 erfolgreich ab. Anschließend absolvierte sie ihr Gerichtsreferendariat in Bochum und Kassel, unter anderem bei Erich Lewinski. Block war 1931 die erste Frau in Bochum, die als Rechtsanwältin zugelassen wurde. Sie übernahm Ehescheidungen, vertrat auch Gegner der NSDAP und war für die Rote Hilfe aktiv.
In Göttingen begegnete Nora Block dem Philosophen Leonard Nelson, der sie mit seinen Positionen nachhaltig prägte. Nelson beeinflusste mit seinen Forderungen, vegetarisch zu leben, auf Alkohol zu verzichten, aus der Kirche auszutreten und sich nicht zu binden, um frei für politisches Engagement zu sein, auch ihre Lebensweise.

### Flüchtlingshelferin im Exil

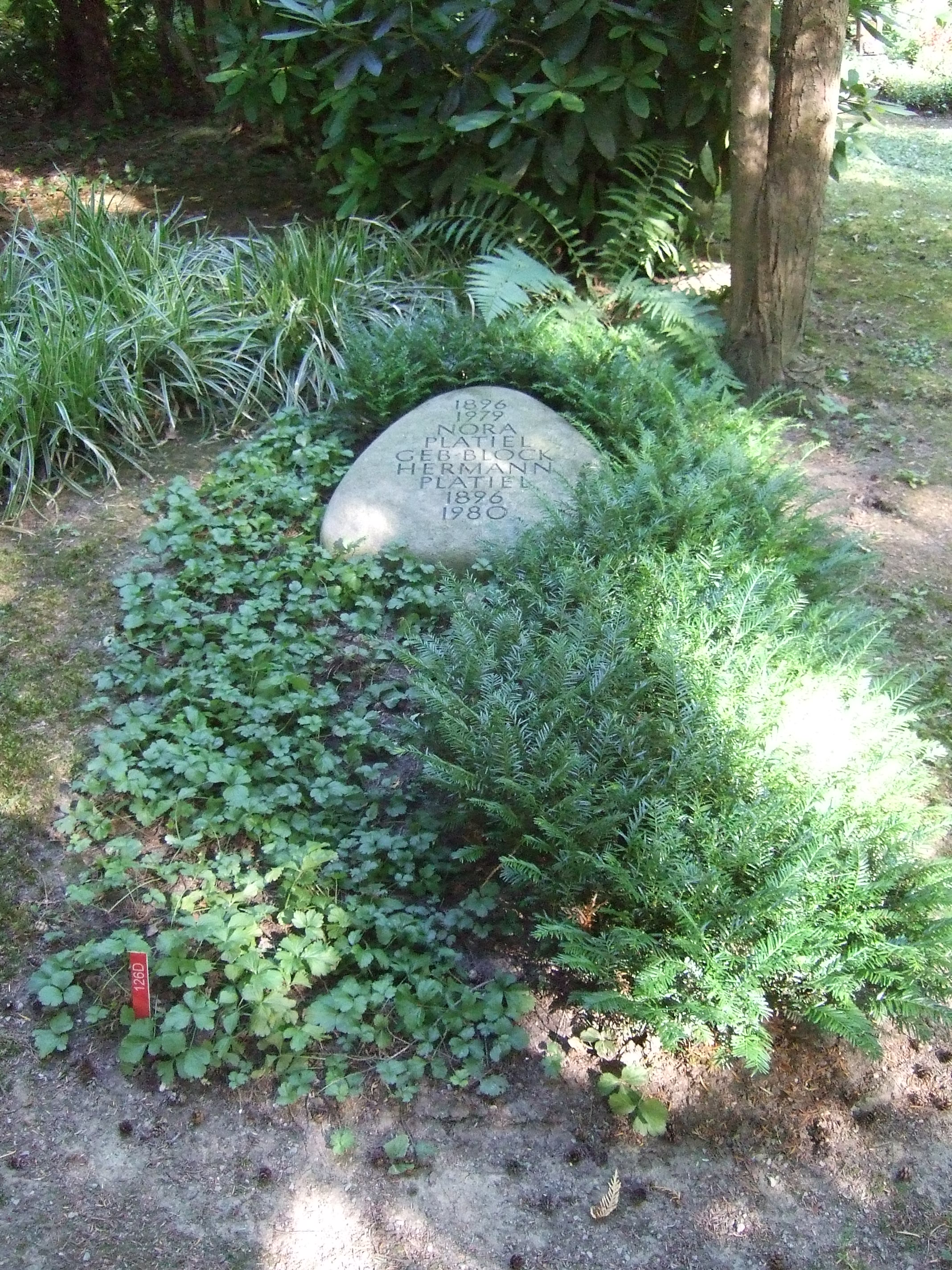
Grab von Nora Platiel auf dem Hauptfriedhof Kassel

Nach der Machtübernahme der NSDAP 1933 wurde Block aus „rassischen und politischen Gründen“ von der Anwaltsliste gestrichen, war akut gefährdet und floh nach Paris, wo sie mit Eva und Heinz Lewinski in der Arbeitervorstadt Malakoff eine Wohnung bezog. Auch Gerhard Kumleben wurde in die Wohngemeinschaft aufgenommen; es entwickelte sich eine Beziehung zwischen ihm und Nora Block. 1934 kam der gemeinsame Sohn Roger zur Welt, den sie jedoch aufgrund ihrer politischen und finanziellen Situation in ein Heim für Emigrantenkinder gab. Anfangs arbeitete Nora Block als Privatsekretärin, von 1934 bis 1939 war sie Syndikus und juristische Beraterin bei der Firma Omnium Metallurgique. 1939 wurde sie Leiterin der Abteilung „Soziale Enquête“, eines Pariser Flüchtlingskomitees. Außerdem war Block in der ISK-Gruppe aktiv und arbeitete für die Exilzeitschrift Das Neue Tage-Buch.
Nach der Besetzung von Paris 1940, wurde Block im Camp de Gurs in den Pyrenäen interniert, in dem zeitweise 20.000 Juden zusammengepfercht wurden. Sie floh jedoch bald nach Montauban, wo sie in der Illegalität lebte, sich dennoch in der Flüchtlingshilfe engagierte und die Leitung eines Flüchtlingskomitees übernahm. Dort lernte sie Hermann Platiel kennen. 1942 floh das Paar in die Schweiz und heiratete 1943 an Noras 47. Geburtstag. Sie wurden jedoch bald wieder getrennt und interniert. Nora Platiel wurde auf Grund von Haftunfähigkeit wegen einer Wirbelsäulenverletzung entlassen. Hermann Platiel wurde erst nach dem Krieg entlassen. Im Oktober 1944 wurde ihr Bruder Max Block im KZ Auschwitz ermordet. In der Schweiz war Nora Platiel in den folgenden Jahren zunächst ehrenamtlich und ab 1946 hauptamtlich für das Schweizerische Arbeiterhilfswerk in Zürich tätig. 1945 nahm sie an der Flüchtlingskonferenz in Montreux teil. Von 1946 bis 1949 leitete Platiel Hilfsaktionen für Kinder, Mütter und Jugendliche und war Mitglied eines Komitees zur Unterstützung von kriegsgeschädigten Kindern.
1946 konnten Nora und Hermann Platiel den damals zwölfjährigen Roger zu sich in die Schweiz holen, wo er Deutsch lernte und in eine Internatsschule im Berner Oberland ging.

### Juristin und Politikerin im Nachkriegsdeutschland
Auf Betreiben und mit Unterstützung von Erich Lewinski ließ sich die Familie 1949 in Kassel nieder, wo Nora Platiel wieder der SPD beitrat und als Landgerichtsrätin und Vorsitzende einer Entschädigungskammer arbeitete. Am 1. Januar 1952 wurde sie als erste Frau in Hessen zum Landgerichtsdirektor ernannt.
Ihr Sohn Roger Platiel vervollständigte unter den schwierigen Nachkriegsbedingungen seine Ausbildung in Kassel, ging bald nach Paris und wurde Künstler.
Bei der Landtagswahl 1954 wurde die Spezialistin für Rechts- und Kulturpolitik erstmals in den Hessischen Landtag gewählt, dem sie bis 1966 angehörte, von 1960 bis 1966 als stellvertretende Vorsitzende der SPD-Fraktion. Als Landtagsabgeordnete war Platiel zudem Mitglied des Rechtsausschusses und des Richterwahlausschusses. Sie thematisierte aktiv die Benachteiligung von Frauen im Familien- und Arbeitsrecht und die ungenügende Entnazifizierung der deutschen Justiz und Politik. Bei der Nominierung des Kandidaten der SPD-Fraktion für das Amt des Landtagspräsidenten unterlag sie 1962 mit einer Stimme ihrem Fraktionskollegen Franz Fuchs.
Von 1950 bis 1954 war sie stellvertretendes nicht richterliches Mitglied und von 1967 bis 1971 ständiges nicht richterliches Mitglied des Hessischen Staatsgerichtshofes.

### Ehrenamtliches Engagement
Neben der SPD-Mitgliedschaft war Platiel aktives Mitglied in der Gewerkschaft Öffentliche Dienste, Transport und Verkehr (ÖTV). Von 1961 bis 1969 leitete sie den Kasseler Kunstverein. Sie förderte das Kasseler Staatstheater und engagierte sich im Bundesvorstand der Freunde der Hebräischen Universität Jerusalem.

### Tod
Nora Platiel starb im Alter von 83 Jahren. Holger Börner, damals Ministerpräsident in Hessen, bezeichnete sie in seinem Nachruf als eine der bedeutendsten Frauen in der Geschichte der hessischen Sozialdemokratie. In der Presse wurde ihr politisches und kulturpolitisches Engagement im Nachkriegsdeutschland gewürdigt.

## Ehrungen
- 1966: Großes Verdienstkreuz der Bundesrepublik Deutschland
- 1966: Goethe-Plakette des Landes Hessen[13]
- 1970: Wilhelm-Leuschner-Medaille
- 2017: Grab auf dem Hauptfriedhof Kassel wurde zum Ehrengrab erklärt[14]

Auf dem Gelände der Universität Kassel ist eine Straße nach ihr benannt. Seit 2007 gibt es auch in der Gemeinde Lohfelden bei Kassel eine nach ihr benannte Straße. 
Der Verein zur Förderung von Forschung und Wissenstransfer in Sozialrecht und  Sozialpolitik e. V. vergibt seit 2021 den Nora-Platiel-Preis für herausragende Masterarbeiten in den Fachgebieten Sozialrecht und Sozialpolitik.